# Фактор. BY
Фактор. BY — білоруська версія британського проєкту The X Factor — музичного шоу талантів, основною метою якого є пошук та розвиток пісенного таланту конкурсантів. Усі конкурсанти обираються шляхом публічних прослуховувань.
У період 2020-2021 років предкастинги пройшли в найбільших містах Білорусі: Гродно (100 претендентів), Могильові (268), Гомелі (250), Вітебську (100), Бресті, Барановичах, Ліді, Мозирі, Бобруйську та Мінську (1500).
Виробником та транслятором проєкту є телеканал Білорусь 1. Перший випуск вийшов в ефір 9 жовтня 2021.
Для проєкту на майданчиках «Білорусьфільму» було створено знімальне місто з шоу-инфраструктурою. Головна сцена — найбільший павільйон Білорусі площею 1200 квадратних метрів та понад сотню світлових предметів обладнання. Крім того, організатори задіяли 24 камери, а також дві пересувні телевізійні станції — «Євфросинія» та «Рогнеда».

## Формат

### Предкастинги
Реєстрація учасників першого сезону здійснювалася до 23 травня 2021 року включно.
На цьому етапі конкурсанти поділяються на чотири категорії: дівчата та хлопці віком від 16 до 24 років, учасники від 25 років і старші, а також вокальні колективи.
У репертуарі у конкурсантів мають бути щонайменше 2 композиції. Виступ відбувається без фонограм та музичного супроводу.
За підсумками передкастингів було визначено 300 претендентів, які виступили етапах телекастингів.

### Телекастинги
7 серпня 2021 року організатори повідомили, що всі учасники, що пройшли до наступного етапу, були сповіщені про це. 10 серпня почалися зйомки проєкту.
9 жовтня 2021 року у ефір вийшов перший випуск. Усього заплановано 17 випусків: 9 телекастингів (випуски виходили в суботу та неділю ввечері), 2 випуски з тренувального табору та 6 прямих ефірів (випуски по суботах).

### Судді
| Руслан Алехно  |
| Ольга Бузова   |
| Серьога        |
| Сергій Сосєдов |

### Ведучі
| Володимир Богдан   |
| Маріанна Мурєнкова |

## Сезони
| Сезон | Прем'єра      | Фінал          | Переможець     | 2/3 місце (суперфіналіст) | 2/3 місце (суперфіналіст) | 4 місце       | Наставник, що переміг | Ведучі             | Ведучі           | Наставники     | Наставники | Наставники   | Наставники    |
| Сезон | Прем'єра      | Фінал          | Переможець     | 2/3 місце (суперфіналіст) | 2/3 місце (суперфіналіст) | 4 місце       | Наставник, що переміг | Ведучі             | Ведучі           | 1              | 2          | 3            | 4             |
| ----- | ------------- | -------------- | -------------- | ------------------------- | ------------------------- | ------------- | --------------------- | ------------------ | ---------------- | -------------- | ---------- | ------------ | ------------- |
| 1     | 9 жовтня 2021 | 25 грудня 2021 | Андрій Панісов | Анастасія Кравченко       | Микита Белько             | Денис Пацевич | Ольга Бузова          | Маріанна Мурєнкова | Володимир Богдан | Сергій Сосєдов | Серьога    | Ольга Бузова | Руслан Алехно |

## 1 сезон
Легенда:
     — Переможець
     — Суперфіналіст
     — Фіналіст
     — Учасник вибув лише за результатами голосування телеглядачів
     — Учасник вибув за голосуванням суддів та телеглядачів
| Наставники     | Топ 14                  | Топ 14                         | Топ 14                        | Топ 14                    |
| -------------- | ----------------------- | ------------------------------ | ----------------------------- | ------------------------- |
| Руслан Алехно  | Віталий Дроб 13 місце   | Ніколь Фургал 10 місце         | Женя Веренич 6 місце          |                           |
| Ольга Бузова   | Дмитро Кєксов 8 місце   | Віктория Поплевченкова 9 місце | Микита Белько 2/3 місце       | Андрій Панісов 1 місце    |
| Серьога        | Анета Капба 12 місце    | Артем Чірков 14 місце          | Марина Баранівська 11 місце   | Фахріддін Хакімов 5 місце |
| Сергій Сосєдов | Карина Єрофєєва 7 місце | Денис Пацевич 4 місце          | Анастасія Кравченко 2/3 місце |                           |

- 1 місце (переможець) — Андрій Панісов;
- 2/3 місце (суперфіналіст) — Микита Белько/Анастасія Кравченко;
- 2/3 місце (суперфіналіст) — Микита Белько/Анастасія Кравченко;
- 4 місце (фіналіст) — Денис Пацевич;
- 5 місце (фіналіст) — Фахріддін Хакімов;
- 6 місце (напівфіналіст) — Женя Веренич;
- 7 місце (напівфіналіст) — Карина Єрофєєва;
- 8 місце (чвертьфіналіст) — Дмитро Кєксов;
- 9 місце (чвертьфіналіст) — Віктория Поплевченкова;
- 10 місце — Ніколь Фургал;
- 11 місце — Марина Баранівська;
- 12 місце — Анета Капба;
- 13 місце — Віталий Дроб;
- 14 місце — Артем Чірков;

## Зіркові гості

### 1 сезон
- Перший прямий ефір — / «Dabro»;
- Другий прямий ефір —  Filatov & Karas[ru];
- Третій прямий ефір —  Денис Клявер
- Четвертий прямий ефір —  Родіон Газмананов;
- П'ятий прямий ефір —  Севак Ханагян;
- Шостий прямий ефір —  Ольга Бузова,  Руслан Алехно, / Серьога.